# Théorème d'existence
 (décembre 2015).
Si vous disposez d'ouvrages ou d'articles de référence ou si vous connaissez des sites web de qualité traitant du thème abordé ici, merci de compléter l'article en donnant les références utiles à sa vérifiabilité et en les liant à la section « Notes et références ».
Pour les articles homonymes, voir Existence (homonymie) et Existence (mathématiques).
En mathématiques, un théorème d'existence est un théorème qui affirme l'existence d'un certain objet mathématique, c'est-à-dire que les conclusions du théorème auront la forme « il existe tel objet vérifiant telles propriétés », ou plus généralement, l'objet en question pouvant dépendre d'autres objets, eux-mêmes soumis à certaines conditions, « pour tous x, y, … tels que … il existe … ».

## Théorème d'existence en topologie et analyse réelle
De nombreux théorèmes sont des théorèmes d’existence sans que leur formulation usuelle (en langage non formel) le fasse apparaître clairement, en particulier en topologie générale et dans les branches qui en découlent, telles que l’analyse réelle. En effet, plusieurs notions fondamentales en topologie, à commencer par celle de limite, se formalisent par un énoncé existentiel « il existe un voisinage dans lequel » ou « il existe un rang à partir duquel ». Ainsi tout théorème concluant à la convergence d’une fonction, d’une série ou d’une suite, et plus généralement à un résultat asymptotique (notations de Landau), tout théorème de continuité, tout théorème vrai « au voisinage d’un point », tout théorème annonçant la compacité d’un espace topologique, etc. est en fait un théorème d’existence.

## Existence et construction
Une controverse qui remonte au début du XXe siècle concerne la question des théorèmes d’existence purement théoriques, s’appuyant sur des résultats non constructifs tels que  l’axiome du choix, ou le principe du tiers exclu, sans pour autant donner de construction effective de l’objet dont on veut prouver l’existence. Du point de vue constructiviste, en admettant ces théorèmes les mathématiques perdent leur applicabilité concrète, au sens où un opérateur (qu’il soit humain ou informatique) ne peut pas toujours résoudre un problème suivant une procédure claire. Le point de vue opposé est que les méthodes abstraites vont plus loin que ne peut le faire l'analyse numérique. Certains théorèmes d’existence d’autres branches que la logique sont même équivalents à l’axiome du choix, et n’admettent pas de méthode de démonstration constructive ; c’est par exemple le cas du théorème de la base incomplète en dimension quelconque, ou du théorème de Tychonov sur la compacité des produits quelconques de compacts.